# Clifford Surko
Clifford Michael Surko (* 11. Oktober 1941 in Sacramento, Kalifornien; † 7. Dezember 2024) war ein US-amerikanischer Plasmaphysiker. 

## Leben
Surko studierte Mathematik und Physik an der University of California, Berkeley, mit Bachelor-Abschluss 1964 und Promotion in Physik 1968. Danach arbeitete er an den Bell Laboratories in Murray Hill, wo er 1982 Abteilungsleiter für Forschung über Halbleiter und Chemische Physik wurde, und ab 1988 war er Professor an der University of California, San Diego.
Er war Gastwissenschaftler am MIT (Plasma Fusion Center, 1977 bis 1984), an der École Polytechnique (1978/79) und am University College London.
Er befasste sich mit Plasma- und Atomphysik, nichtlinearer Dynamik und Festkörperphysik. Er entwickelte mit Kollegen Techniken zur Laserstreuung unter kleinen Winkeln, um Wellen und Turbulenz in Tokamak-Plasmen zu studieren, und erfand eine Positronen-Falle (Buffer Gas Positron Trap), die weltweit in Experimenten zum Studium von Antimaterie verwendet wurde. Surko entwickelte auch weitere Techniken zum Studium von Positronen-Plasmen und untersuchte Atom- und Plasmaphysik mit Positronen.
2014 erhielt er den James-Clerk-Maxwell-Preis für Plasmaphysik für die Erfindung und Entwicklung von Techniken zum sammeln, einschließen und zum nutzen von Positron-Plasmen und für grundlegende experimentelle Untersuchungen von Wellen und Turbulenz in Tokamak-Plasmen (Laudatio). Er war Fellow der American Physical Society und der American Association for the Advancement of Science. 

## Schriften
- Herausgeber und Mitautor (mit John Ahearne): Plasma Science, National Academy Press 1995
- Herausgeber mit Franco A. Gianturco: New Directions in Antimatter Chemistry and Physics, Kluwer 2002
- mit G. F. Gribakin, J. A. Young: Positron-molecule Interactions: Resonant Attachment, Annihilation, and Bound States, Rev. Mod. Phys., Band 82, 2010, S. 2557–2607